# Юнга со шхуны «Колумб»
«Ю́нга со шху́ны „Колу́мб“» — художественный фильм, снятый режиссером Евгением Шерстобитовым по мотивам повести Николая Трублаини «Шхуна „Колумб“».

## Сюжет
В пограничный черноморский поселок на лето приезжает отдохнуть девочка Люда. Она знакомится с соседским мальчиком Марко, юнгой со старой водовозной шхуны «Колумб». Между ними завязывается дружба. Марко — командир детского отряда «Юные друзья пограничников». Однажды, гуляя ночью с Людой, он замечает подозрительную активность в доме местного инспектора рыбнадзора. Как оказывается, иностранный диверсант, который остановился в этом доме, собирается тайно перейти границу. Диверсанта встречает малая подводная лодка, выпущенная с иностранного корабля, вставшего в дрейф в нейтральных водах. Мальчик и девочка пытаются остановить диверсанта, но их лодка переворачивается в открытом море. В поселке ищут пропавших. Детей спасает шхуна «Колумб». Чуть позже на судно также попадают диверсант и его помощник, бросившие подводную лодку и переменившие облик на якобы спасающихся на шлюпке советских пограничников. Враги захватывают шхуну и пытаются уйти на ней за границу. Марко передает морзянкой сигнал SOS. Советские сторожевые корабли приходят шхуне на помощь.

## В ролях
- Ирина Мицик — Люда
- Владимир Кисленко — Марко
- Виктор Мирошниченко — Левко
- Иван Рыжов — Стах Очерет
- Серёжа Кривошлыков — Грицко
- Таня Фатеева — Катя
- Дмитрий Франько — Ковальчук
- Витольд Янпавлис — незнакомец
- Андрюша Деревянко — «Акула»
- Софья Карамаш — мама Марка
- Олег Мокшанцев — диверсант
- Алексей Бунин — сотрудник КГБ
- Алексей Омельчук — Алексей Владимирович, капитан 1 ранга
- Альфред Шестопалов — контр-адмирал
- Анатолий Юрченко — капитан 3 ранга
- Жемма Чайка — тётя Люды
- Геннадий Юхтин — рыжебородый
- Борис Светлов — капитан «Каймана»
- Анатолий Гриневич — помощник капитана «Каймана»
- Валентин Черняк — командир катера 295, капитан 3 ранга
- Владимир Клунный — пограничник
- Александр Толстых — главстаршина Лащук (нет в титрах)
- Леонид Марченко — матрос-акустик (нет в титрах)

## Съёмочная группа
- Автор сценария: Юрий Чулюкин
- Режиссёр-постановщик: Евгений Шерстобитов
- Оператор: Василий Курач
- Художник: Анатолий Мамонтов
- Композитор: Азон Фаттах
- Текст песен: В. Коркин

В жизни всегда есть место подвигам — вот главное, о чём мы хотим сказать юному зрителю. Своим фильмом мы хотим также показать, как важно вырастить физически сильное, здоровое поколение, подготовленное к трудностям, к неожиданным препятствиям. Жанр приключенческого кинодетектива очень любим, а потому так и ответственен — страшно сбиться на шаблон. Мы хотим, чтобы в нашем фильме были дети как дети, а не уникальные сверхумники и смельчаки, которым ничего не стоит поймать шпиона.— Режиссёр фильма Евгений Шерстобитов

## Критика
Киновед Х. Абул-Касымова отметила: "Интересно задуманы герои фильма «Юнга со шхуны „Колумб“» Люда и Марко. Они показаны активными участниками поимки диверсанта".
Фильм упоминается в связи с идеологической конфронтацией в период «холодной войны»:

В советском кино шпионские сюжеты настойчиво внедрялась в тематические планы выпуска фильмов для детей. Так экранные пионеры не просто хорошо учились и отдыхали, но и попутно разоблачали или помогали поймать матёрых вражеских агентов («Юнга со шхуны „Колумб“», «Акваланги на дне» и др.)… Отметим, что и в американских фильмах в борьбу с советскими врагами нередко вступали именно тинэйджеры, по своим повадкам похожие на рассвирепевших бойскаутов («Красный рассвет»).